# Lijst van nummer 1-hits in Duitsland in 2016
Deze hits stonden in 2016 op nummer 1 in de Musikmarkt Top 100, de bekendste hitlijst in Duitsland.
| Datum        | Artiest                              | Titel                                   |
| ------------ | ------------------------------------ | --------------------------------------- |
| 1 januari    | Adele                                | Hello                                   |
| 8 januari    | Adele                                | Hello                                   |
| 15 januari   | Matt Simons                          | Catch & Release (Deepend Remix)         |
| 22 januari   | Eff                                  | Stimme                                  |
| 29 januari   | Eff                                  | Stimme                                  |
| 5 februari   | Eff                                  | Stimme                                  |
| 12 februari  | Alan Walker                          | Faded                                   |
| 19 februari  | Alan Walker                          | Faded                                   |
| 26 februari  | Alan Walker                          | Faded                                   |
| 4 maart      | Alan Walker                          | Faded                                   |
| 11 maart     | Alan Walker                          | Faded                                   |
| 18 maart     | Alan Walker                          | Faded                                   |
| 25 maart     | Alan Walker                          | Faded                                   |
| 1 april      | Alan Walker                          | Faded                                   |
| 8 april      | Alan Walker                          | Faded                                   |
| 15 april     | Alan Walker                          | Faded                                   |
| 22 april     | Sia & Sean Paul                      | Cheap Thrills                           |
| 29 april     | Sia & Sean Paul                      | Cheap Thrills                           |
| 6 mei        | Drake, Wizkid & Kyla                 | One Dance                               |
| 13 mei       | Prince Damien                        | Glücksmoment                            |
| 20 mei       | Justin Timberlake                    | Can't Stop the Feeling!                 |
| 27 mei       | Justin Timberlake                    | Can't Stop the Feeling!                 |
| 3 juni       | Justin Timberlake                    | Can't Stop the Feeling!                 |
| 10 juni      | Kungs & Cookin' on 3 Burners         | This Girl                               |
| 17 juni      | David Guetta & Zara Larsson          | This One's for You                      |
| 24 juni      | Kungs & Cookin' On 3 Burners         | This Girl                               |
| 1 juli       | Kungs & Cookin' On 3 Burners         | This Girl                               |
| 8 juli       | Imany                                | Don't Be So Shy (Filatov & Karas Remix) |
| 15 juli      | Imany                                | Don't Be So Shy (Filatov & Karas Remix) |
| 22 juli      | Imany                                | Don't Be So Shy (Filatov & Karas Remix) |
| 29 juli      | Imany                                | Don't Be So Shy (Filatov & Karas Remix) |
| 5 augustus   | Imany                                | Don't Be So Shy (Filatov & Karas Remix) |
| 12 augustus  | Imany                                | Don't Be So Shy (Filatov & Karas Remix) |
| 19 augustus  | Imany                                | Don't Be So Shy (Filatov & Karas Remix) |
| 26 augustus  | Imany                                | Don't Be So Shy (Filatov & Karas Remix) |
| 2 september  | Imany                                | Don't Be So Shy (Filatov & Karas Remix) |
| 9 september  | Imany                                | Don't Be So Shy (Filatov & Karas Remix) |
| 16 september | DJ Snake & Justin Bieber             | Let Me Love You                         |
| 23 september | DJ Snake & Justin Bieber             | Let Me Love You                         |
| 30 september | Rag'n'Bone Man                       | Human                                   |
| 7 oktober    | Rag'n'Bone Man                       | Human                                   |
| 14 oktober   | Rag'n'Bone Man                       | Human                                   |
| 21 oktober   | Rag'n'Bone Man                       | Human                                   |
| 28 oktober   | Rag'n'Bone Man                       | Human                                   |
| 4 november   | Rag'n'Bone Man                       | Human                                   |
| 11 november  | Rag'n'Bone Man                       | Human                                   |
| 18 november  | Rag'n'Bone Man                       | Human                                   |
| 25 november  | Rag'n'Bone Man                       | Human                                   |
| 2 december   | Rag'n'Bone Man                       | Human                                   |
| 9 december   | Rag'n'Bone Man                       | Human                                   |
| 16 december  | Clean Bandit, Sean Paul & Anne-Marie | Rockabye                                |
| 23 december  | Rag'n'Bone Man                       | Human                                   |
| 30 december  | Clean Bandit, Sean Paul & Anne-Marie | Rockabye                                |